# Eva Mayer (Fußballspielerin)
Eva Mayer (* 23. Juni 1958) ist eine ehemalige deutsche Fußballspielerin.

## Karriere
Als die Frauenfußballmannschaft des FC Bayern München im 20. Jahr ihres Bestehens und mit dem 19. Meistertitel in der seinerzeit zweitklassigen Bayernliga die beste Mannschaft des Bayerischen Fußball-Verbandes stellte, ihre Aufstiegspremiere in die neu geschaffene, seinerzeit noch zweigleisige Bundesliga mit Aufnahme des Spielbetriebes mit der Saison 1990/91 hatte, gehörte Eva Mayer dieser an. Im Alter von 32 Jahren bestritt sie ihr erstes von vier Saisonspielen in der höchsten Spielklasse. Ihr Debüt erfolgte am 24. März 1991 im torlosen Heimspiel gegen die SG Praunheim.